# Lihula kommun
Lihula kommun (estniska: Lihula vald) är en kommun i landskapet Läänemaa i västra Estland. Den ligger i 100 km sydväst om huvudstaden Tallinn. 

## Geografi
Kommunen har kust mot Matsalviken som ligger utmed Estlands västkust. I Matsalviken har floden Kasari jõgi sin mynning och där ligger Matsalu nationalpark.

### Karta

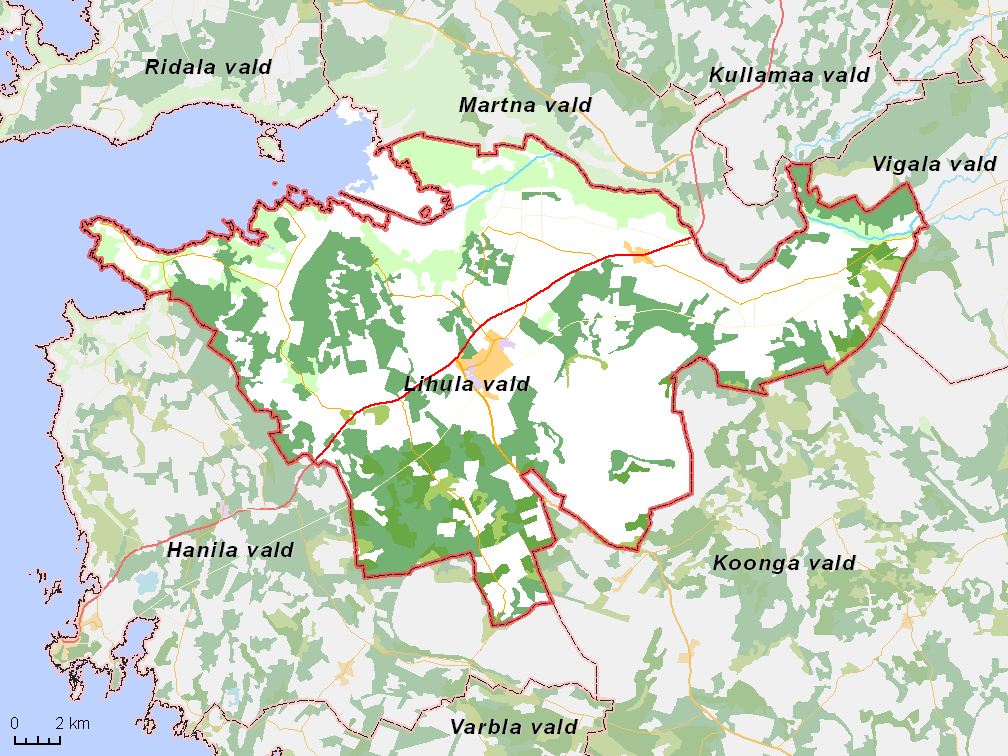
Översiktlig karta över kommunen.

## Orter
Kommunens centralort är Lihula. Övriga byar är Alaküla, Hälvati, Järise, Kelu, Kirbla, Kirikuküla, Kloostri, Kunila, Lautna, Matsalu, Meelva, Metsküla, Pagasi, Parivere, Penijõe, Petaaluse, Poanse, Rumba, Saastna, Seira, Tuhu, Tuudi, Vagivere, Valuste och Võhma. 